# Neolitsea merrilliana
Neolitsea merrilliana är en lagerväxtart som beskrevs av C. K. Allen. Neolitsea merrilliana ingår i släktet Neolitsea och familjen lagerväxter. Inga underarter finns listade i Catalogue of Life.